# Henan (futebolista)
Henan Faria da Silveira (São Paulo, 3 de abril de 1987), mais conhecido como Henan, é um futebolista brasileiro que atua como atacante. Atualmente, está no Vitória-ES.
É o maior artilheiro da história do Red Bull Brasil, com 53 gols em 99 jogos.

## Carreira

### Início
Henan nasceu em São Paulo, mas foi criado pelo pai Messias e a mãe, Ana, em Bom Jesus dos Perdões, junto com o irmão, Heber.
Começou a carreira em 2005 pelo União Barbarense. No final de 2005, se transferiu para Europa, indo atuar no Lugano da Suíça.
Em 2008, voltou ao Brasil para atuar no Bragantino, mas sendo pouco aproveitado, em 2009, se transferiu para o SEV Hortolândia. 

### Red Bull Brasil
Em 2010, foi para o Red Bull Brasil onde conquistou o Campeonato Paulista - Série A3 e foi o artilheiro da equipe com 15 gols. Foi vice-campeão da Copa Paulista de 2010 e artilheiro do time e da competição também com 15 gols.

### Atlético Paranaense
Em 9 de dezembro de 2010, foi anunciado como novo reforço do Atlético Paranaense para a disputa da temporada de 2011. Já estreou marcando um gol no dia 19 de janeiro de 2011 pelo Campeonato Paranaense. Em 11 de março de 2011, saiu do clube paranaense.

### Comercial
Em 16 de maio de 2011, foi anunciada oficialmente a contratação de Henan pelo Comercial de Ribeirão Preto. Foi novamente vice-campeão da Copa Paulista de 2011 tendo marcado dois gols na final.

### Retorno ao Red Bull Brasil
Em março de 2012, Henan retornou ao Red Bull Brasil e, em sua reestreia, marcou dois gols contra o Palmeiras B e ainda continuou sendo o maior artilheiro da história do Red Bull Brasil com 36 gols marcados.

### Jeonnam Dragons
Em 2012, Henan assinou com o Jeonnam Dragons, da Coreia do Sul.

### Segunda passagem pelo Red Bull Brasil
Em janeiro de 2013, Henan retornou ao Red Bull Brasil.

### Guarani
Em julho de 2013, foi emprestado ao Guarani até o final do ano para a disputa da Série C.

### Terceira passagem pelo Red Bull Brasil
Em janeiro de 2014, Henan retornou ao Red Bull Brasil. Ajudou o Red Bull Brasil a ser vice-campeão Campeonato Paulista da Série A2 de 2014 e foi o vice-artilheiro da competição com 9 gols marcados.

### São Bernardo
Em junho de 2014, foi contratado pelo São Bernardo para as disputas da Copa Paulista de 2014 e também para o Campeonato Paulista de 2015. Por ter sido artilheiro em vários times que jogou no interior principalmente no Red Bull Brasil, o Tigre do ABC foi atrás de Henan para ser um dos principais nomes no ataque aurinegro. No seu primeiro campeonato disputado pelo São Bernardo, fez 11 gols e se tornou o artilheiro da Copa Paulista de 2014, com 11 gols.

### Vila Nova
Foi escolhido o melhor atacante do futebol goiano em 2020, quando atuava pelo Vila Nova.

### Criciúma
Iniciou a temporada pelo Vila Nova, até ser emprestado ao Criciúma em 30 de agosto. Em 61 jogos pelo Vila Nova, o atacante fez 16 gols.
Em sua passagem pelo clube catarinense marcou o gol do acesso à Série B em 2021.

### Paysandu e ABC
Iniciou a temporada pelo Paysandu, onde disputou 15 partidas e marcou dois gols.
Em 6 de maio de 2022, foi anunciado como contratação pelo ABC por empréstimo junto ao Paysandu até o término do Campeonato Brasileiro da Série C. Pelo clube, onde conquistou seu terceiro acesso consecutivo, marcou cinco gols em 16 jogos.

### Joinville
Em dezembro de 2022, acertou contrato com o Joinville até o fim do Campeonato Catarinense.

## Títulos
Red Bull Brasil
- Campeonato Paulista - Série A3: 2010

Figueirense
- Campeonato Catarinense: 2018

Vila Nova
- Campeonato Brasileiro - Série C: 2020

## Campanhas de destaque
Red Bull Brasil
- Copa Paulista: 2º lugar - 2010
- Campeonato Paulista - Série A2: 2º lugar -2014

## Artilharias
Red Bull Brasil
- Copa Paulista: 15 gols - 2010

São Bernardo
- Copa Paulista: 11 gols - 2014